# Listă de scriitori tunisieni
Aceasta este o listă de scriitori tunisieni.
- Hédi Bouraoui (1932-)
- Aboul-Qacem Echebbi (1909–1934)
- Gisèle Halimi (1927– )
- Ibn Khaldoun (1332–1406)
- Ahmad Kheireddine (1905 - 1967)
- Sophie El Goulli
- Albert Memmi (1920-)
- Abu Al-Qassim Al-Shabbi (1909-1934)
- Walid Soliman (1975– )
- Youssef Rzouga (1957-)
- Ahmad al-Tifashi (?–1253)